# Villers-Carbonnel
Villers-Carbonnel é uma comuna francesa na região administrativa de Altos da França, no departamento de Somme. Estende-se por uma área de 7,66 km². Em 2010 a comuna tinha 352 habitantes (densidade: 46 hab./km²).